# Igualdade perante a lei

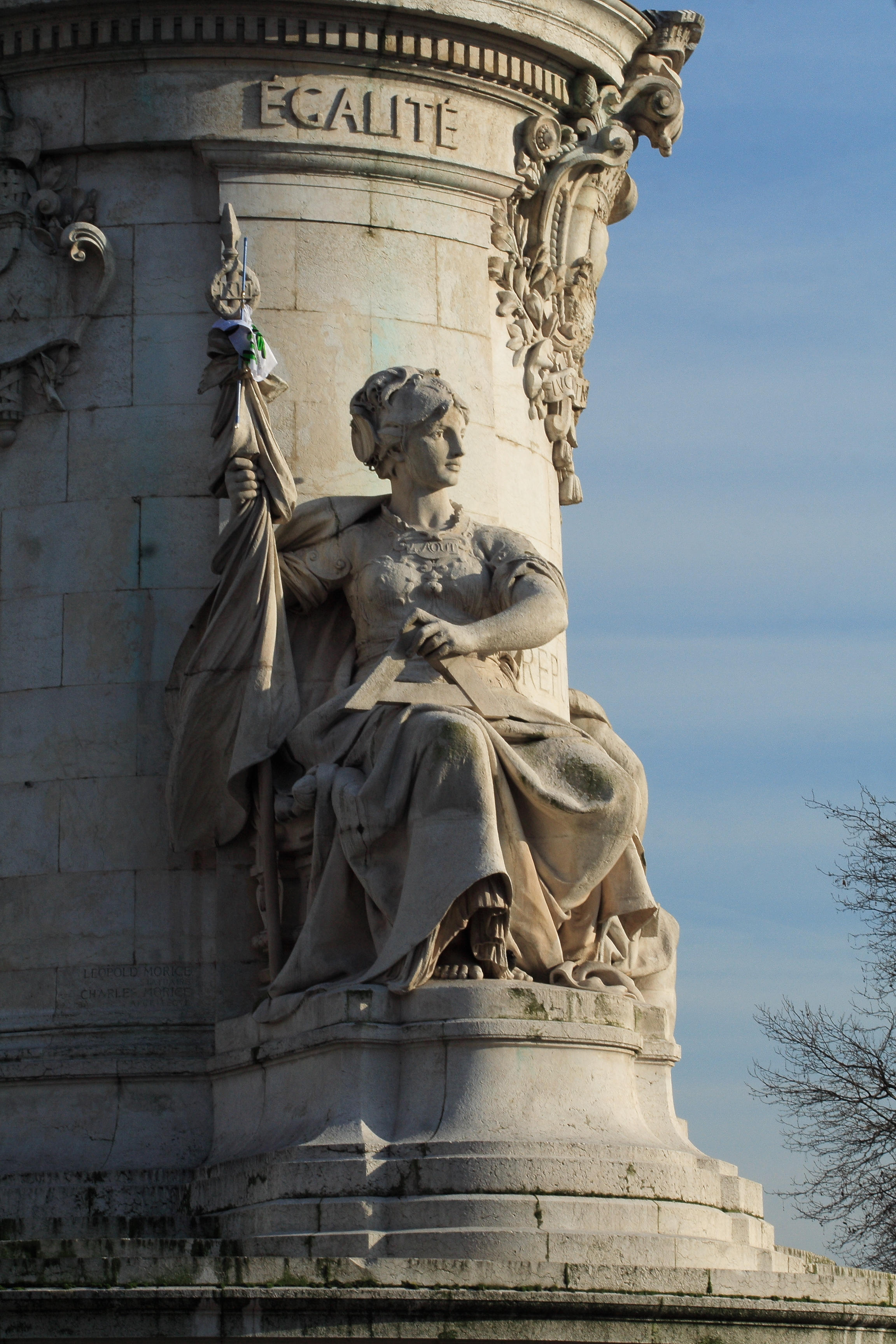
Alegoria da igualdade: monumento central da praça da República, em Paris. Autoria do estatuário Leopold Morice e do arquiteto Charles Morice.

Igualdade perante a lei, também conhecida como igualdade aos olhos da lei ou igualdade legal, é o princípio segundo o qual todas as pessoas estão sujeitas às mesmas leis da justiça (devido processo legal). Leis levantam questões importantes e complexas relativas à igualdade, equidade e justiça.
O Artigo 7º da Declaração Universal dos Direitos Humanos afirma que "Todos são iguais perante a lei e têm direito, sem qualquer distinção, a igual proteção da lei".
De acordo com as Nações Unidas, este princípio é particularmente importante para as minorias e os pobres.
Assim, a lei e os juízes devem tratar a todos igualmente perante a lei, independentemente da sua raça, gênero, identidade de gênero, orientação sexual, nacionalidade, cor da pele, etnia, religião, deficiência ou outras características, sem qualquer tipo de privilégio, discriminação ou preconceito.
A igualdade perante a lei é um dos princípios básicos do liberalismo.

## Liberalismo
O liberalismo exige igualdade perante a lei para todas as pessoas. O liberalismo clássico adotado por libertários e conservadores americanos modernos apoiam-se no estabelecimento dos direitos individuais.
Em Dois Tratados sobre o Governo (1689), John Locke escreveu: "Um estado, também, de igualdade, onde a reciprocidade determina todo o poder e toda a competência, ninguém tendo mais que os outros; evidentemente, seres criados da mesma espécie e da mesma condição, que, desde seu nascimento, desfrutam juntos de todas as vantagens comuns da natureza e do uso das mesmas faculdades, devem ainda ser iguais entre si, sem subordinação ou sujeição, a menos que seu senhor e amo de todos, por alguma declaração manifesta de sua vontade, tivesse destacado um acima dos outros e lhe houvesse conferido sem equívoco, por uma designação evidente e clara, os direitos de um amo e de um soberano".
Em 1774, Alexander Hamilton escreveu: "Todos os homens têm um original comum, eles participam de uma natureza comum e, consequentemente, têm um direito comum. Nenhuma razão pode ser atribuída para que um homem exerça qualquer poder sobre seus semelhantes mais do que outro, a menos que voluntariamente o investissem".
Em Social Statics, Herbert Spencer definiu como uma lei natural "do qual todo homem pode reivindicar a mais plena liberdade para exercer suas faculdades compatíveis com a posse de liberdade semelhante a qualquer outro homem". Dito de outra forma por Spencer, "cada um tem liberdade para fazer tudo o que quiser, desde que não infrinja a liberdade igual de qualquer outro".